# Procurador-Geral da República (Brasil)
O Procurador-Geral da República, no Brasil, é a autoridade responsável pela Procuradoria-Geral da República (PGR) no país. É nomeado pelo presidente da República dentre integrantes da carreira com mais de trinta e cinco anos de idade, e seu nome deve ser aprovado pela maioria absoluta do Senado Federal após arguição pública. Detém independência funcional para o exercício de suas funções, não estando subordinado ao Poder Executivo, e tem mandato de dois anos, podendo ser reconduzido. Entre suas atribuições, estão a chefia do Ministério Público da União e de procurador-geral eleitoral e presidente do Conselho Nacional do Ministério Público. Sua destituição, pelo presidente da República, depende de autorização do Senado.
Segundo prevê a Constituição Federal, o procurador-geral da República deve sempre ser ouvido nas ações de inconstitucionalidade e em todos os processos de competência do Supremo Tribunal Federal. O procurador-geral da República também pode promover a Ação Direta de Inconstitucionalidade e ações penais para denunciar autoridades como deputados federais, senadores, ministros de Estado, o presidente e o vice-presidente da República. Além disso, pode propor, perante o Supremo Tribunal Federal, representação para intervenção nos Estados e no Distrito Federal e, perante o Superior Tribunal de Justiça, o incidente de deslocamento de competência para a federalização de casos de crimes contra os direitos humanos.
Até 17 de setembro de 2019, Raquel Dodge foi procuradora-geral da República. Com o término de seu mandato, o então presidente Jair Bolsonaro indicou o nome de Augusto Aras ao cargo, e o Senado Federal o aprovou. Em 26 de setembro de 2019, Aras foi empossado na PGR em cerimônia realizada no Palácio do Planalto. Ao fim de seu mandato, assumiu interinamente o comando da PGR, a vice-presidente do Conselho Superior do Ministério Público Federal (CSMPF), Elizeta Ramos, em 27 de setembro de 2023. Ela permaneceu no cargo até a posse do atual PGR, Paulo Gonet Branco, que foi indicado pelo presidente Luiz Inácio Lula da Silva e teve seu nome aprovado pelo Senado Federal com 65 votos favoráveis e 11 contrários.

## História
O cargo vem da Constituição brasileira de 1824 cuja denominação oficial foi Procurador da Coroa e Soberania Nacional com amparo no artigo 48 da citada constituição.

## Sede

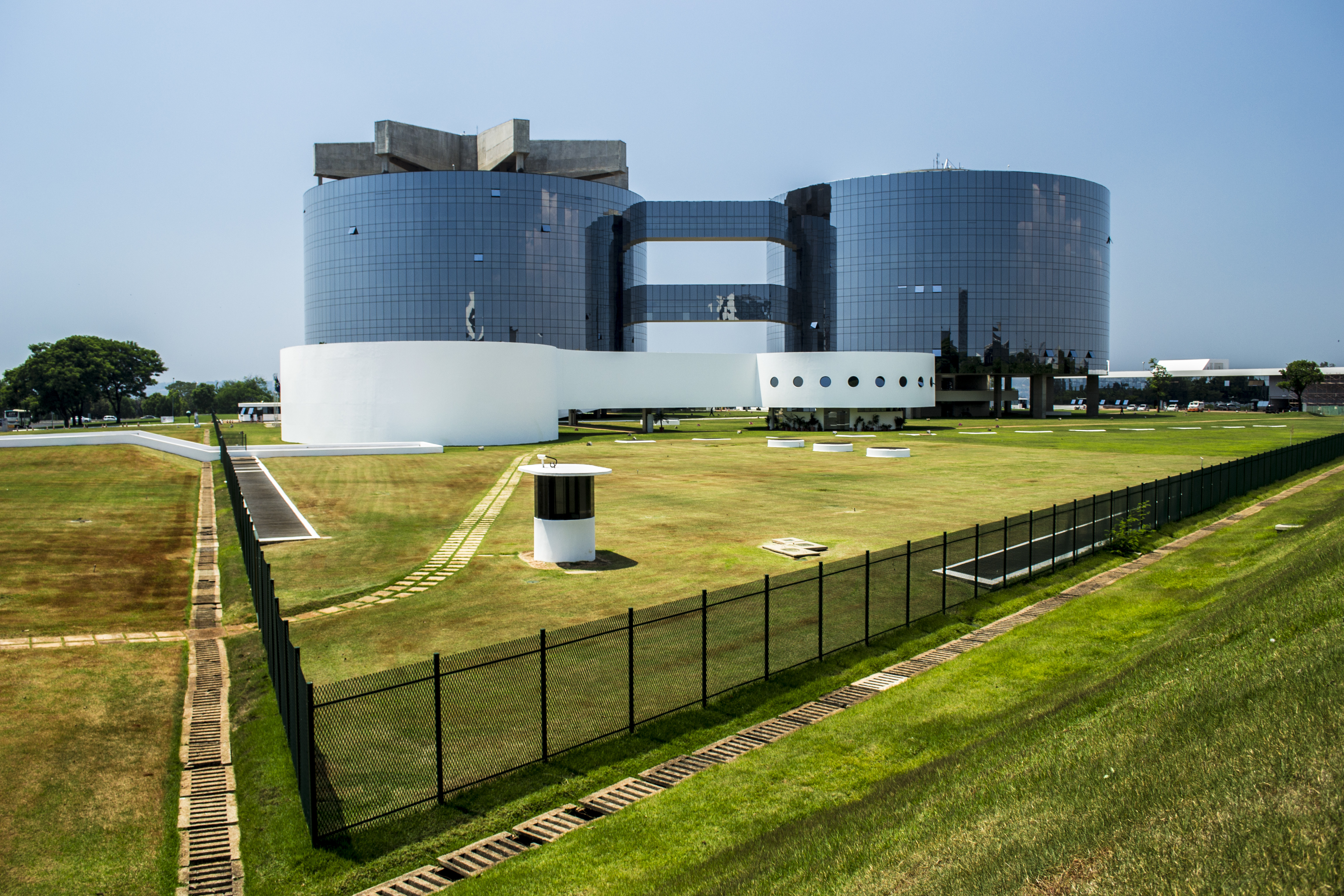
A sede da Procuradoria-Geral da República, em Brasília.

A Sede da Procuradoria Geral da República é um conjunto de prédios em Brasília, no Distrito Federal, que sedia este órgão público e de onde despacha o Procurador-Geral da República, o vice e os subprocuradores. Fica localizado no Setor de Administração Federal Sul, entre a Via S2 Leste e a Via L4 Sul (Avenida das Nações), na Estrada Parque das Nações (EPNA).
Os seis prédios foram projetados por Oscar Niemeyer com a colaboração de sua neta, a também arquiteta Ana Elisa Niemeyer, e do engenheiro Jair Valera, e estão entre os edifícios mais polêmicos desenhados pelo arquiteto, aproximando seu estilo da arquitetura pós-moderna. Críticos o acusaram de aproximar sua arquitetura do estilo dos centros financeiros americanos.

## Secretaria de Cooperação Internacional
A Secretaria de Cooperação Internacional (SCI) desde 2005 está vinculada ao Gabinete do Procurador-Geral da República e o assiste, em assuntos de cooperação judiciária e jurídica internacional com autoridades estrangeiras e organismos internacionais, e no relacionamento com órgãos nacionais voltados às atividades próprias da cooperação internacional. É integrada por um grupo executivo, formado por procuradores da República, procuradores regionais da República e subprocuradores-gerais da República que auxiliam o Secretário de Cooperação Internacional no exercício de suas funções. O Secretário da SCI, e os membros do grupo executivo são designados pelo PGR.
A cooperação jurídica internacional é um modo legal de solicitar a outro país alguma medida judicial, investigativa ou administrativa necessária para um caso concreto em andamento. Os pedidos passivos, em matéria penal, que se sujeitam à competência da Justiça Federal e que não ensejam juízo de delibação do Superior Tribunal de Justiça (STJ) são encaminhados pelo DRCI/SNJ à SCI, vinculada ao Gabinete do Procurador-Geral da República.